# Altkoreanische Sprache

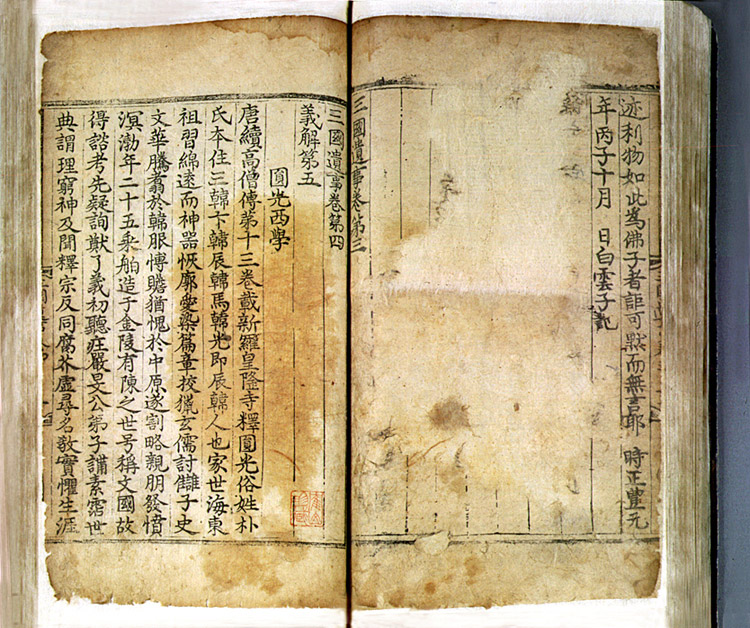
Samguk yusa (Erinnerungsstücke aus den drei Königreichen), Nationalschatz der Republik Korea Nr. 306

Altkoreanisch (koreanisch 고대 한국어 Kodae han'gugŏ oder 고대국어 Kodae Kugŏ) ist die älteste schriftlich attestierte Sprachstufe des Koreanischen und wird in die Zeit der Drei Reiche und die des Vereinten-Silla Reiches (668 bis 935) periodisiert.

## Chronologische Einordnung
Grob bezieht sich das Altkoreanische auf die Sprache, die aus dem Vereinten-Silla überliefert ist. Alternativ wird der Begriff um die Epoche des Spätaltkoreanischem auf das 12. Jahrhundert erweitert. Als Grund hierfür werden die Ähnlichkeiten literarischer Gewandtheiten zwischen dem späten Silla mit dem frühen Goryeo aufgeführt. Das 5. Jahrhundert wird als untere Zeitspanne deklariert, jedoch steht nicht fest, ob es sich bei der Gwanggaeto-Stele aus dem Jahr 414 um einen in Idu oder einen im klassischem Chinesisch verfassten Text handelt. Die Jungwon Goguryeo-Stele (Hangul: 중원 고구려비; Hanja: 忠州高句麗碑) stellt die erste eindeutig als Altkoreanisch identifizierbare Volltextüberlieferung dar. Sie wurde in der zweiten Hälfte desselben Jahrhunderts nach der Eroberung Zentralkoreas durch Goguryeo errichtet. In älteren Quellen lassen sich Ortsnamen und von ihnen herleitbare Lexeme vorfinden, jedoch sind diese meist nicht ausschlaggebend über deren linguistische Zuordnung.

## Schriftsystem
Vor der Erfindung von Hangeul wurde Koreanisch mithilfe von mehreren verschiedenen Schriftsystemen überliefert. Die Verwendung chinesischer Zeichen um koreanische Texte zu schreiben wird als chaja bezeichnet und erscheint in Form von einem der Schriftsysteme Idu, Gugyeol and Hyangchal.

### Idu
Idu-Texte sind erkennbar durch ihre koreanische SOV Syntax und die festgelegten Zuordnung von bestimmten Zeichen zu koreanischen Flexionsmorphemen. Zeichen werden anhand ihrer semantischen Deutung (hun, 訓) gelesen, statt ihrem phonetischen Inhalt (eum, 音). Beispielsweise wird 節, das 'wann' bedeutet, als das mittelkoreanische Wort tìGwúy 'Zeit' gelesen und 以 repräsentiert das funktional zieldeutende Suffixmorphem úlwó (으로). Idu wurde bis in das 19. Jahrhundert weiterverwendet und ist das am längsten verwendete und bekannteste der drei Schriftsysteme.

Ausschnitt aus Yangjamgyeongheom Chwalyo 養蠶經驗撮要 (양잠경험촬요), Jahr 1415 mit Interlinearglossierung:
蠶段 陽物是乎等用良 水氣乙 厭却 桑葉叱分 喫破爲遣 飮水不冬

Seidenraupe-TOP 陽物 (Sonne/Yang.Wesen)-NOM-und-LOC Wasser-Dampf-ACC nicht mögen-CONN Maulbeerblatt-NUR essen-INF-tun Wasser-trinken-NEG-DECL
Die Flexionsmorpheme sind hier in fett gedruckt.

### Gugyeol
Gugyeol ist ein System um chinesische Texte mit Interlinearglossierungen zu versehen. Die Annotationen dienten zur Verbesserung des Kontextverständnisses, vor allem von buddhistischen Sutras, konnten trotzdem auch als koreanischer Volltext gelesen werden. Es machte Gebrauch von einem komplexen System von Symbolen, Linien und Punkten um morphosyntaktische Informationen an den koreanischen Leser zu übermitteln. Solche morphosyntaktischen Glossierungen enthalten unter anderem Inversionsglosse (yeokto 逆吐), die die Wortstellung in der koreanischen Version vorgeben und Punktglosse (jeomto 點吐), die funktionelle Morpheme bestimmen, ohne auf sie direkt mit Laut oder Bedeutung hinzudeuten.
| Originaltext ohne Annotierung:           | Verdeutlichung der koreanischen morphologischen Partikel: | Interlinearglossierung:                                                | Übersetzung:                                                             |
| ---------------------------------------- | --------------------------------------------------------- | ---------------------------------------------------------------------- | ------------------------------------------------------------------------ |
| 一切衆生乚 悉 能支 諸 障閼業乚 除滅 亽〢 | 一切衆生-ɨr 悉 能-ti 諸 障閼業-ɨr 除滅 hɐi-miǝ            | all.living.beings-ACC all capable every obstacle-ACC destroy CAUS-LINK | ‘causes all living beings to be able to surmount every obstacle, und...' |

Im annotierten Originaltext drückt ein einzelner Punkt in der mittig-unteren Position auf der linken Seite außerhalb von 生 den the Akkusativpartikel /ɨr/ (eul) aus. Dies zeigt, dass 一切衆生 es kontextgemäß ein/das Objekt ist. Ein einzelner Punkt am oberen-linken Rand von 能 drückt -/ti/ aus und zeigt, dass 能 als das Adverb 能-ti interpretiert wird. Drei Punkte bilden ein Cluster bei 業. Der Punkt auf der mittig-unteren Position auf der linken Seite außerhalb drückt das akkusative -/ɨr/ aus. Das zeigt, dass 諸障閼業 als ein Objekt gelesen wird. Ein Punkt unterhalb eines Striches an der mittleren Position auf der rechten Seite außerhalb von 業 ist das to-Partikel, welches das kausative -/həi/ ausdrückt. Dies sollte der Verwendung von 令 im chinesischen Original entsprechen, stattdessen dient das to als Suffix zu 除滅. Ein Punkt unten-links von 業 drückt -/miǝ/ aus, ein Suffix-Bindeglied der zwei Satzteile verbindet. Es gibt viele weitere Punkt-Glosse die bis heute nicht entschlüsselt sind.
Die japanische Interlinearglossierung kunten war nominell ähnlich, ist aber deutlich weniger komplex oder systematisch als Gugyeol von welchem er wahrscheinlich zunächst beeinflusst wurde.

### Hyangchal
Während der Silla und Goryeo-Zeit wurden Volkslieder und Gedichte genannt Hyangga mit dem Schriftsystem Hyangchal verfasst.

## Grammatik und Syntax
Die altkoreanische Grammatik scheint weitgehend identisch zu der ihres mittelkoreanischen Nachfolgers gewesen zu sein.
| Marker         | Altkoreanisch                         | Heutiges Äquivalent  |
| -------------- | ------------------------------------- | -------------------- |
| Nominativ      | 伊/是 (-i)                            | 이 (-i)              |
| Genitiv        | 衣/矣 (-ʌj), 叱 (-s)                  | 의 (-ɰi)             |
| Akkusativ      | 乙 (-l)                               | 을,를 (-ɯl, -ɾɯl)    |
| Dativ          | 中, 良中 (-aj/-ej, -hʌj/-ahʌj in Idu) | 에게 (-ege)          |
| Instrumentalis | 留 (-ro ~ -ʌro)                       | 로, 으로 (-ro, -ʌro) |
| Komitativ      | 果 (-wa/-ɡwa)                         | 와 (-wa)             |
| Vokativ        | 良, 也 (-a, -ja), 下 (-ha)            | 아, 야 (-a, -ja)     |

Weitere Affixe:
| Themenpartikel   | 隱 (-n ~ -nʌn ~ -ʌn) |
| Additiv          | 置 (-do)             |
| Höflichkeitsform | 賜 (-si-)            |
| Bescheiden       | 白 (-sʌv-)           |

Das Idu 遣 (-ko) entspricht der Verbalkonjugation -고 (-ko), der phonetische Wert unterscheidet sich jedoch stark von einer möglichen Rekonstruktion.

## Phonologie
Die Phonologie ist weitgehend identisch zu ihrem mittelkoreanischen Nachfolger.

### Vokale
| Hangeul (Yale) | Altkoreanisch (8. Jhd.) | Mittelkoreanisch (15. Jhd.)  | Moderner Seoul-Dialekt (21. Jhd.)   |
| -------------- | ----------------------- | ---------------------------- | ----------------------------------- |
| ㅏ (a)         | /a/                     | /a/                          | /a/                                 |
| ㅓ (e)         | /ə/                     | /ə/                          | /ʌ~ə/                               |
| ㅗ (wo)        | /o/                     | /o/                          | /o/                                 |
| ㅜ (wu)        | /u/                     | /u/                          | /u/                                 |
| ㆍ (o)         | /ʌ/                     | /ʌ/                          | Zusammengeführt mit anderen Vokalen |
| ㅡ (u)         | /ɨ/                     | /ɨ/                          | /ɨ~ɯ/                               |
| ㅣ (i)         | /i/                     | /i/                          | /i/                                 |
| ㅕ (ye)        | /e/                     | Zusammengeführt nach /jʌ~jə/ | Zusammengeführt nach /jʌ~jə/        |

Das Vokal /i/ stellt aufgrund der mittelkoreanischen Vokalharmonie einen eigenartigen Fall dar, daher wird vermutet, dass es sich bei dem Diphthongㅕ/jʌ/ um einen Nachfolger eines früheren Vokals handelt. Eventuell lässt er sich als /e/ rekonstruieren, als ein neutraler Gegenpart zum ebenfalls koronalen /i/.

### Konsonanten
Es ist umstritten ob Altkoreanisch die Aspirate /kʰ/, /tʰ/, /pʰ/, and /t͡sʰ/ oder nur die Plosive und Affrikate /p/ /t/ /k/ /c/ besaß. Mittelkoreanische Konsonantencluster ergaben sich durch die Eliminierung von Vokalen, insbesondere die der „minimalen“ Vokalen /ɨ/ und /ʌ/.

## Textbeispiel
Die Hyangga Wonwangsaengga (願往生歌) ist ein Gedicht aus dem 7. Jahrhundert.
| Altkoreanisches Original | Rekonstruktion in Hangeul | Transkription (IPA) | Übersetzung |
| --- | --- | --- | --- |
| 月下伊底亦 西方念丁去賜里遣 無量壽佛前乃 惱叱古音多可支白遣賜立 誓音深史隐尊衣希仰支 兩手集刀花乎白良 願往生願往生 慕人有如白遣賜立 阿邪此身遺也置遣 四十八大願成遣賜去 | ᄃᆞᆯ하 이 뎨여 西方 넘뎌 가시리고 無量壽佛 前나 놋곰 함짓디 ᄉᆞᆲ고시셔 벼김 기프신 尊의긔 울월디 두 손 모도 고조 ᄉᆞᆯ바 願往生 願往生 그릴 사람 잇다 ᄉᆞᆲ고시셔 아야 이 몸 기티야 두고 四十八 大願 이리고실가 | tʌlha i tjejə 西方 nʌmtjə kasiriko 無量壽佛 前na noskom hamcisti sʌlpkosisjə pjəkim kipɨsin 尊ɨjkɨj uluəlti tu son moto koco sʌlpa 願往生 願往生 kɨril saram ista sʌlpkosisjə aya i mom kithija tuko 四十八 大願 irikosilka | Oh Mond, an diesem Ort wirst du bis in den Westen ziehen? vor Amitabha, den Buddha des Unendlichen Lebens sprich viele Worte in Ehrfurcht mit Ehrfurcht schaue ich auf den, dessen Gelübde tief ist (Amitabha Buddha) Beide Hände zusammen, bitte ich demütig möge ich im Reinen Land wiedergeboren werden, möge ich im Reinen Land wiedergeboren werden gibt es jemanden, den du suchst, teile es bitte mit Oh, meinen Körper hier zurücklassend wirst du die 48 großen Gelübde erfüllen |

Einige Wörter bei welchen eventuell nur die Bedeutung wiedergegeben wurde, oder einen Eigennamen darstellen, wurden nicht rekonstruiert.